# السیو چرچی
السیو چرچی (ایتالیایی: Alessio Cerci؛ زاده ۲۳ ژوئیهٔ ۱۹۸۷) بازیکن فوتبال اهل ایتالیا است.
وی همچنین در تیم ملی فوتبال ایتالیا بازی کرده‌است.